# Loi 12 du beach soccer
La loi 12 du beach soccer fait partie des lois régissant le beach soccer, maintenues par l'International Football Association Board (IFAB). La loi 12 se rapporte aux coups francs directs.

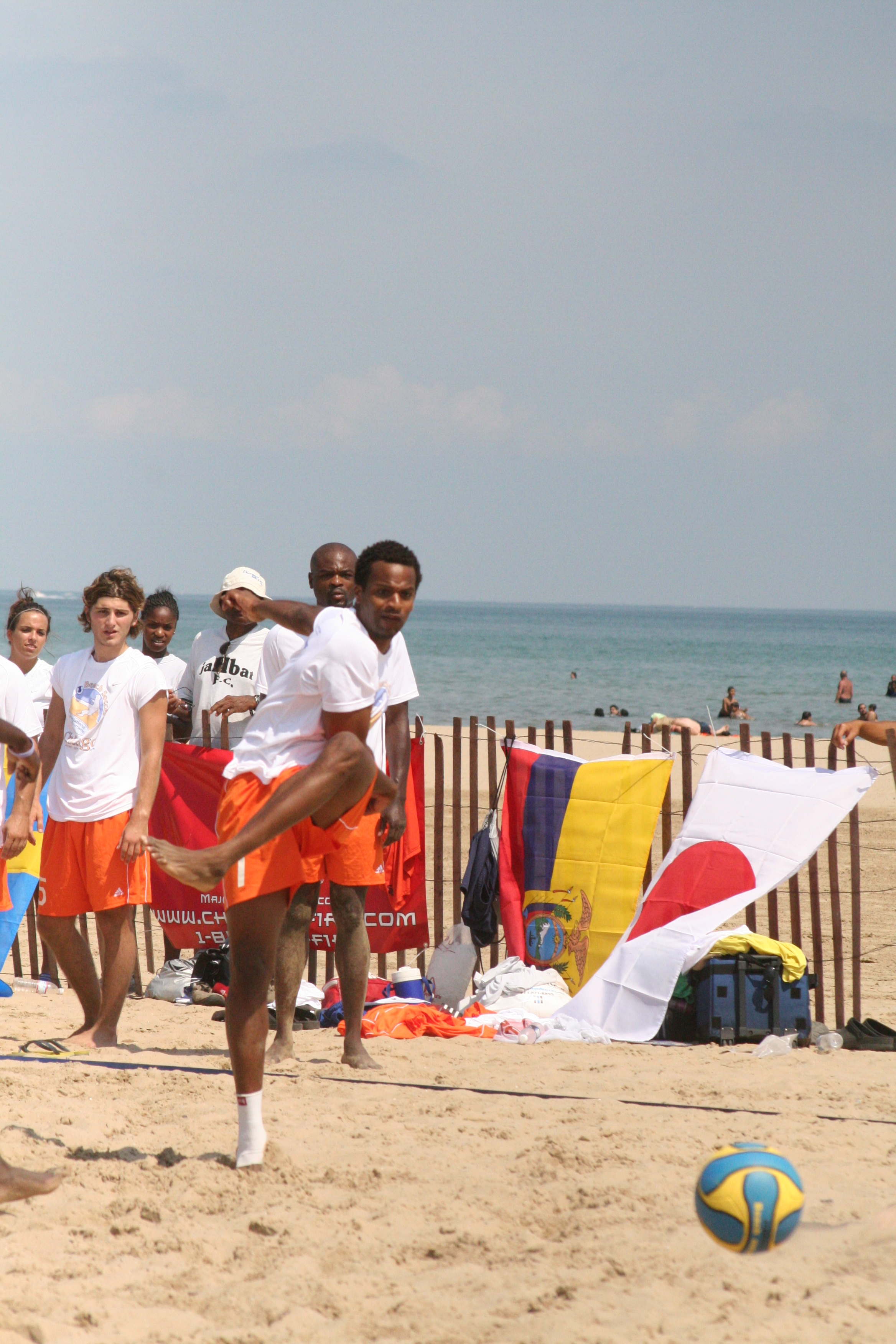
Coup franc tiré.

## Règlement actuel

### Coups francs toujours directs
Seuls les coups francs directs existent en beach soccer. Les joueurs ne peuvent constituer de mur et c’est le joueur qui a subi la faute qui doit tirer le coup franc, sauf blessure grave, auquel cas il est exécuté par son remplaçant. Le ballon doit être immobile au moment de la frappe et le tireur ne doit pas toucher le ballon une seconde fois avant que celui-ci n’ait été touché par un autre joueur.
Si le coup franc direct tiré au pied pénètre directement dans le propre but du tireur, un coup de pied de coin est accordé à l’équipe adverse.

### Positionnement sur coup franc

#### Dans la moitié de terrain adverse
Si un coup franc est accordé dans la moitié de terrain de l’équipe qui a commis la faute, tous les joueurs, à l’exception du tireur du coup franc et du gardien de but de l’équipe adverse, doivent se trouver à un minimum de 5 m derrière ou sur les côtés du ballon.

#### Depuis son propre camp ou depuis le point central
Si un coup franc est accordé dans la moitié de terrain de l’équipe qui n’a pas commis la faute, tous les joueurs, à l’exception du tireur du coup franc et du gardien de but de l’équipe adverse, doivent se trouver à un minimum de 5 m du ballon jusqu’à ce que le ballon soit en jeu et de sorte à laisser un espace libre entre le ballon et le but.

### Exécution
Le joueur qui se charge de tirer le coup franc peut former un petit monticule de sable avec le pied ou le ballon afin de surélever ce dernier. Le tir doit s’effectuer dans les 5 secondes qui suivent l’autorisation de jouer donnée par les arbitres. Le tireur du coup franc ne doit pas jouer le ballon une seconde fois avant que celui-ci n’ait été touché par un autre joueur. Le ballon est en jeu dès qu’il est touché, il peut être joué dans n’importe quelle direction et être passé à un coéquipier, y compris au gardien de but.
Si le ballon est frappé en direction du but adverse – dans la zone délimitée par le ballon et le but adverse – seul le gardien de but de l’équipe adverse peut toucher le ballon tant que ce dernier est en l’air. Dans tout autre cas, si le ballon sort de cette zone ou s’il touche le sol, la restriction ne s’applique plus et tout joueur peut disputer le ballon.